# Дмитровский (Калужская область)
Дмитровский — хутор в Козельском районе Калужской области. Входит в состав сельского поселения «Село Березичский стеклозавод».
Расположен примерно в 1 км к югу от села Березичский Стеклозавод.

## Население
На 2010 год население составляло 119 человек.